# Krematorium Pardubice

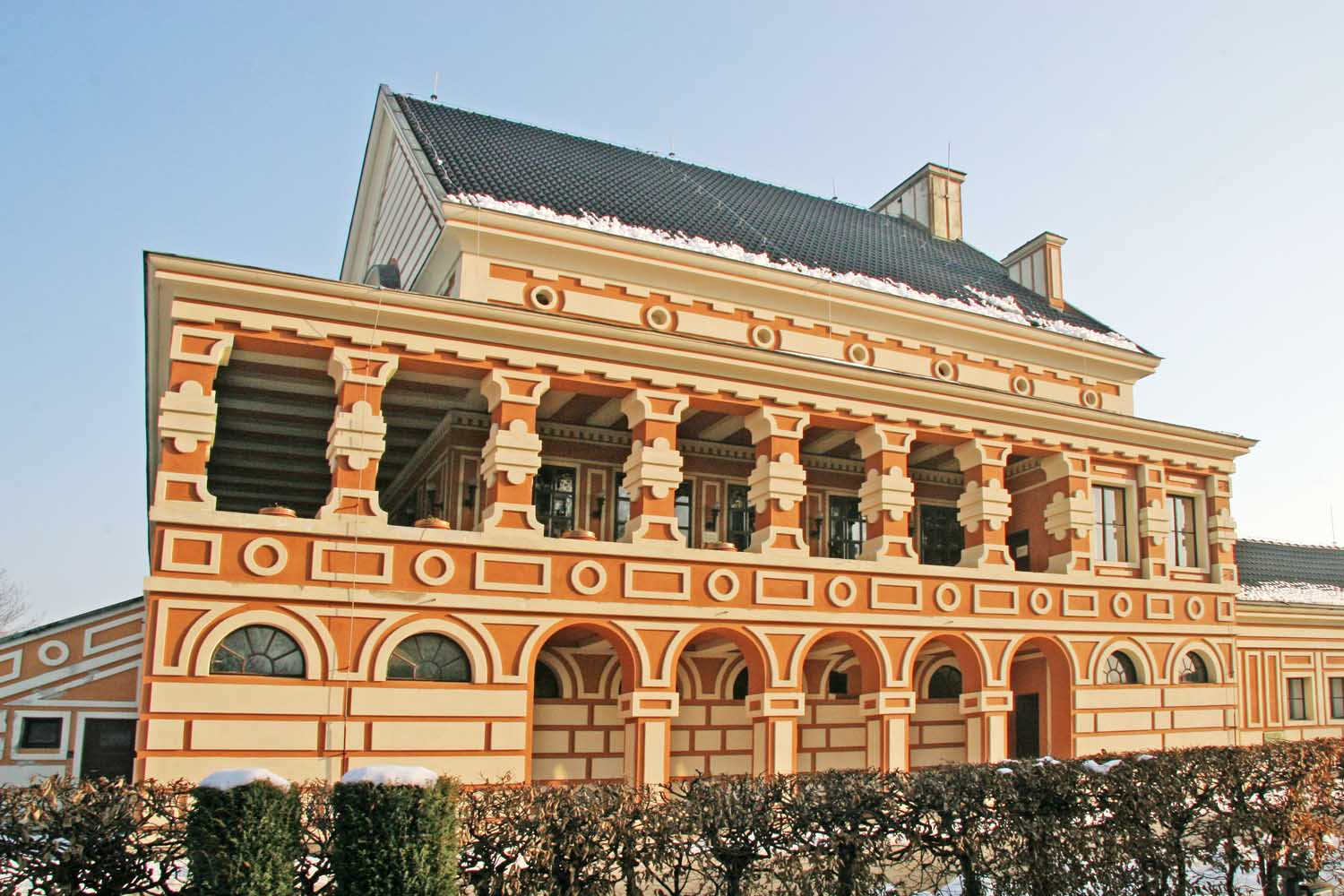
Östliche Außenansicht

Das Krematorium Pardubice ist eine Feuerbestattungsanlage  in der tschechischen Stadt Pardubice. Das rondokubistische Bauwerk wurde nach Plänen des Architekten Pavel Janák erbaut und ist ein Nationales Kulturdenkmal.

## Lage
Das Krematorium liegt südlich des Stadtzentrums in der Grünen Vorstadt auf dem Hauptfriedhof an der Straße Pod Břízkami.

## Geschichte

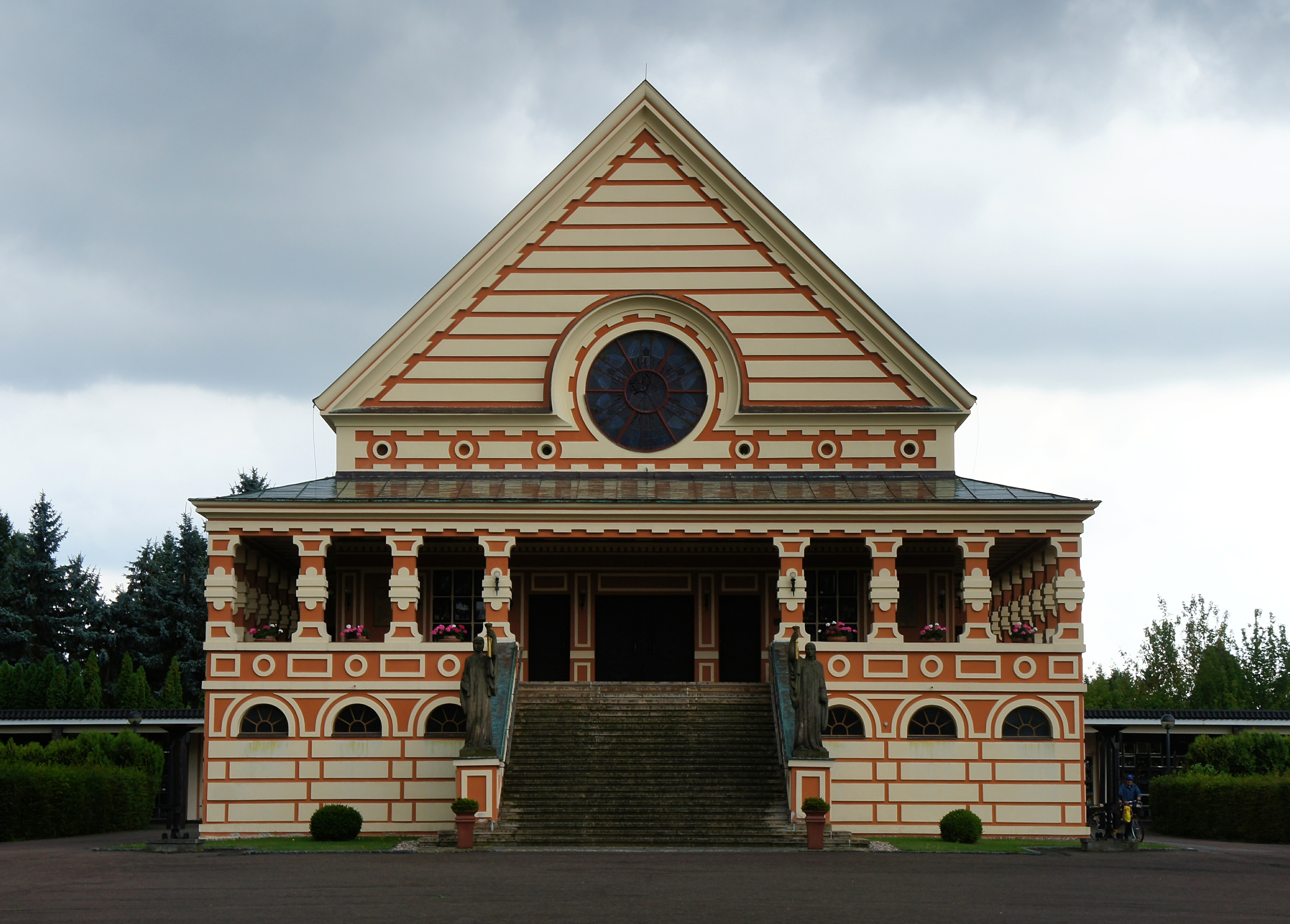
Nordgiebel mit Freitreppe zur Feierhalle

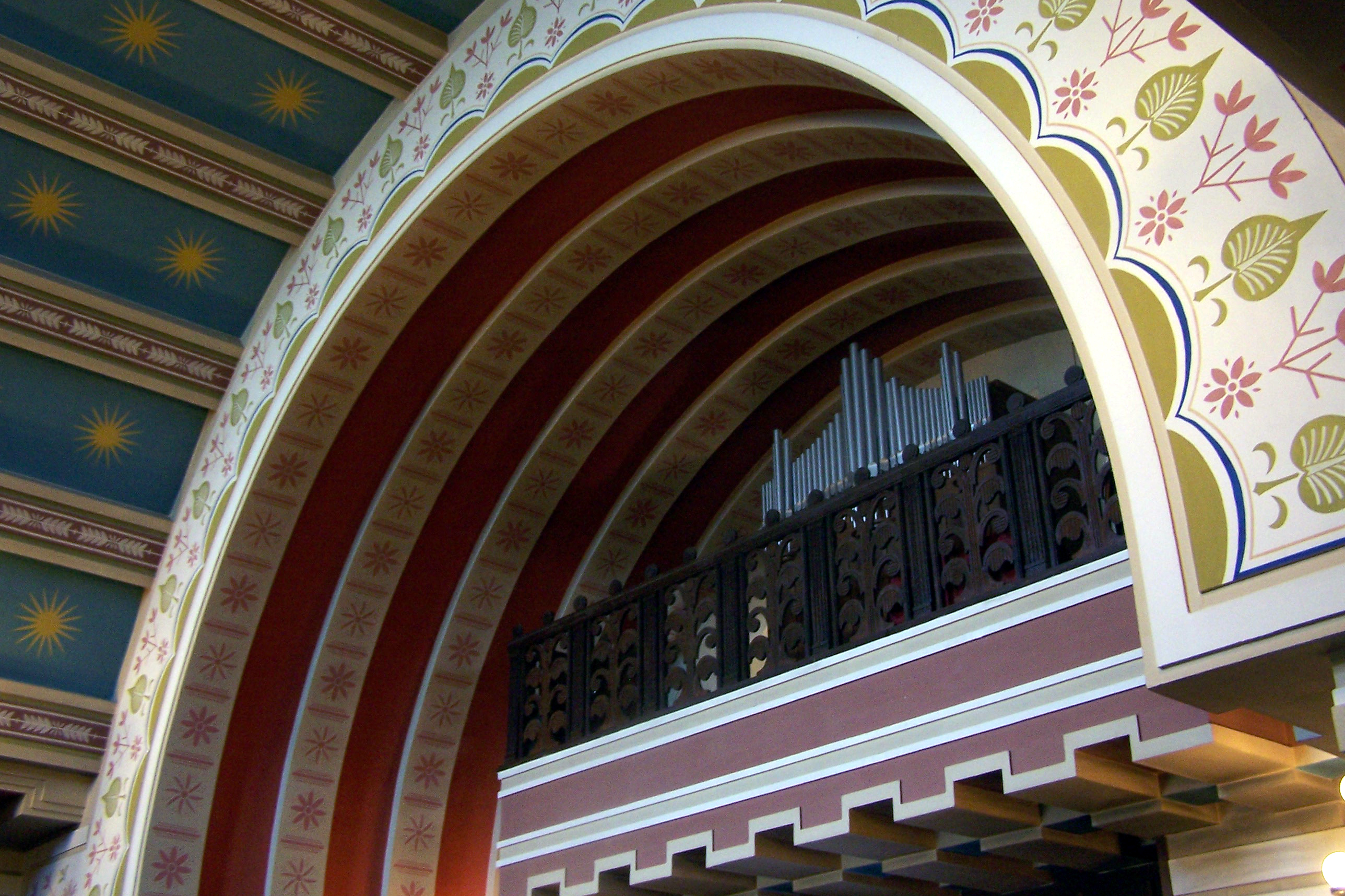
Innengestaltung der Feierhalle im Bereich der Orgelempore

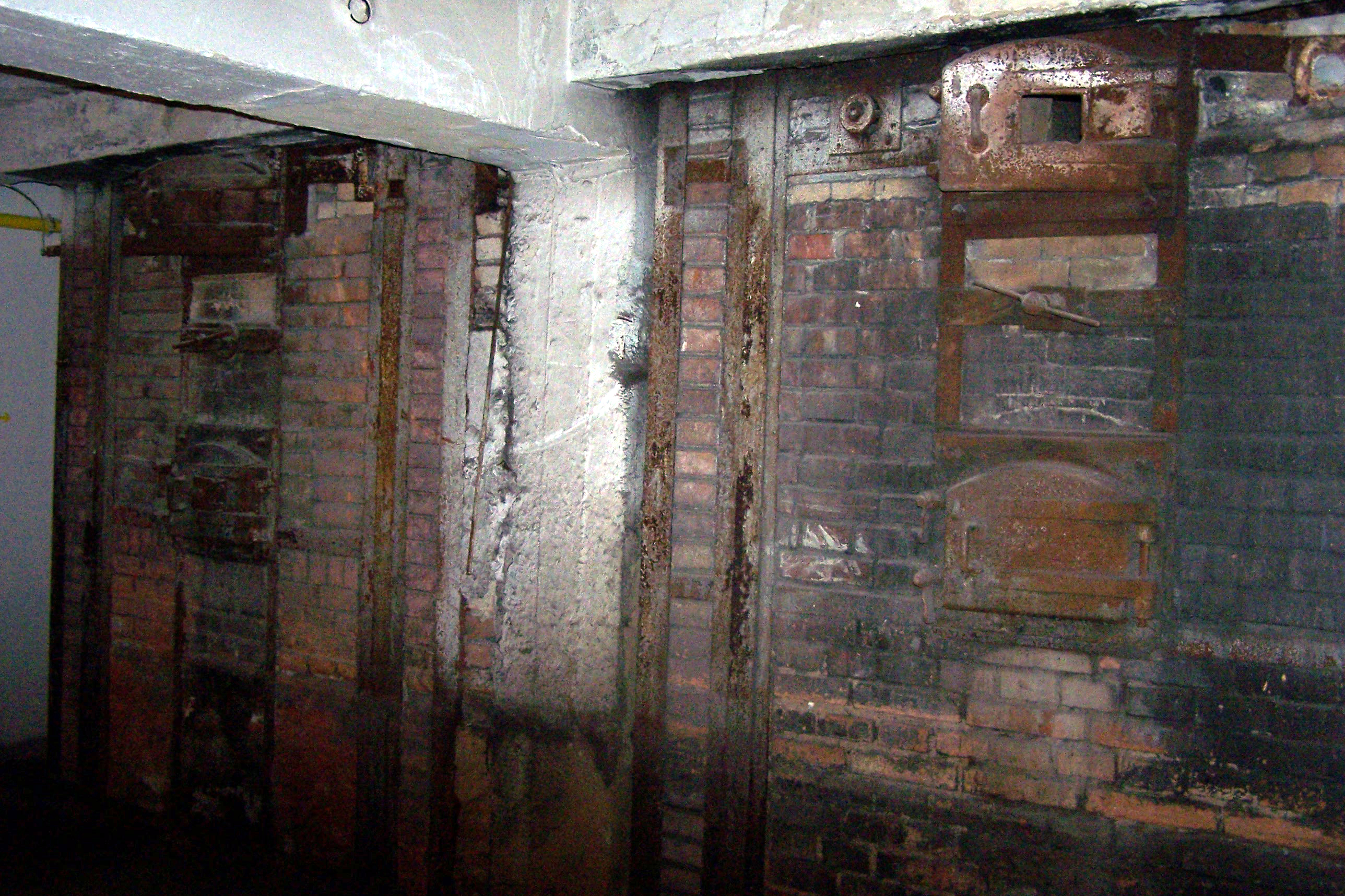
Außer Betrieb genommene ursprüngliche Verbrennungsöfen Typ Rothenbach unter der Feierhalle

Nachdem 1903 ein Gesuch des Pardubitzer Stadtrates um Erlaubnis zur Schaffung einer Möglichkeit zur Kremation auf Grund der Gesetzeslage in der k.u.k. Monarchie abgewiesen worden war, wurden die Bemühungen darum wieder aufgenommen, als zu Beginn des Ersten Weltkrieges in der Stadt die Errichtung eines Militärlazaretts und eines Kriegsinvalidenhauses erfolgte. Während der Stadtrat aus hygienischen Gründen die Kremation der verstorbenen Soldaten forderte, errichtete die Armee einen neuen Militärfriedhof.
Nachdem der Pardubicer Stadtrat im Frühjahr 1918 den Bau eines Krematoriums beschlossen hatte, wurde ein Architekturwettbewerb ausgeschrieben. Vorgaben dafür waren ein 140 m² großer Festsaal mit Chor für die Orgel und die Sänger sowie einer Nische für einen christlichen Altar, Räume für den Grabredner und für die Hinterbliebenen, eine Ofenhalle mit Verbrennungsöfen, ein Brennstofflager, eine Krematorenwohnung, fünf bis sechs Totenkammern, eine Leichenbeschau und eine öffentliche Bedürfnisanstalt. Im März 1919 wertete eine Jury die von 81 Autoren eingereichten 95 Projekte aus. Ein erster Preis wurde nicht vergeben und keiner der Vorschläge zur physischen Ausführung empfohlen. Das Projekt von Pavel Janák erhielt mit einigen Vorbehalten den zweiten Platz, der dritte Preis erging an Bedřich Feuerstein, Otakar Polák sowie Vladimír Škára. Am 1. April 1919 verabschiedete die Nationalversammlung der neu entstandenen Tschechoslowakei das Gesetz 180/1919 Sb., das die Kremation erlaubte.
Offen blieb die Finanzierung des Projektes. Die ursprünglich vorgesehene Errichtung bis 1921 aus Spendengeldern der Anhänger der Feuerbestattung erwies sich als nicht realisierbar. Die auf Vorschlag des Architekten Bohumil Korbel mit einer Drittelbeteiligung der Stadt gegründete Aktiengesellschaft verlor mit der Novellierung des Gesetzes über das Bestattungswesen 464/1921 Sb. ihre Rechtsgrundlage, die Errichtung von Krematorien war ausschließlich den politischen Gemeinden vorbehalten. Nach der Vorlage der überarbeiteten Pläne durch Pavel Janák beschloss der Stadtrat am 14. Juli 1922 die Übernahme der Krematoriumsaktien als städtische Obligationen sowie den Bau des Krematoriums auf dem ehemaligen Militärfriedhof. Die Bauausführung erfolgte ab August 1922 durch die Pardubitzer Bauunternehmung Karel Kohout & Jaroslav Krupař. Die Öfen, Karren und Versenkbühne des Schweizer Fabrikats Rothenbach, Bern lieferte die Prager Firma Brüder Kohout.
Wegen der finanziellen Schwierigkeiten wurde bei der Innenausstattung gespart. So wurde in der Feierhalle anstelle der vorgesehenen Holzkastendecke nur eine Bemalung angebracht. Das in die Nordwand über dem Chor eingebrachte Rosettenfenster mit einem Durchmesser von drei Metern wurde auf Intervention des Projektanten durch František Kysela, der auch die Dekoration der 8,5 m hohen Feierhalle entworfen hatte, gestaltet. Im September 1923 war der Bau fertiggestellt, die Kosten beliefen sich auf 1,9 Mio. Kčs. Die erste Einäscherung wurde 1923 vorgenommen. Die Orgel wurde 1926 installiert, bis dahin wurde der Chor als Galerie für die Trauergäste genutzt.
Im Jahre 1995 wurde südlich des Krematoriums ein neues Gebäude für die Kremationsanlagen errichtet. 1998 übertrug die Stadt das Gebäude an die städtische Dienstleistungsgesellschaft Služby města Pardubic a.s. Zwischen 2004 und 2009 erfolgte die schrittweise Rekonstruktion des Gebäudes einschließlich der Generalsanierung der Fassade.
1958 wurde das Krematorium in das Verzeichnis der unbeweglichen Kulturgüter aufgenommen, seit 2010 gehört es zu den Nationalen Kulturdenkmalen.

## Trivia
Das Krematorium war im Jahre 1968 Drehort des Films Der Leichenverbrenner (Spalovač mrtvol) von Juraj Herz.